# Petr Hradecký
Petr Hradecký (* 5. Juni 1985 in Vrchlabí) ist ein ehemaliger tschechischer Biathlet.
Petr Hradecký lebt und trainiert in Jilemnice und startet für den SKP Jablonec. Der Sportlehrer wird von Vlastimil Vávra Senior trainiert. Er nahm erstmals 2002 in Ridnaun an Biathlon-Juniorenweltmeisterschaften teil und belegte die Plätze 66 im Einzel und zehn mit der Staffel Tschechiens. 2003 folgten die Juniorenweltmeisterschaften in Kościelisko mit den Plätzen 26 im Einzel und 24 im Sprint, 2004 in der Haute-Maurienne kamen die Ränge 42 im Einzel, 20 im Sprint, 14 in der Verfolgung und sieben mit der Staffel hinzu. In Minsk nahm er kurz darauf auch erstmals an den Junioren-Biathlon-Europameisterschaften teil, bei denen er 23. des Einzels wurde, 26. des Sprints, 28. der Verfolgung und Fünfter mit der Staffel. 2005 wurden zuerst die Junioreneuropameisterschaften in Nowosibirsk veranstaltet. Hradecký belegte die Plätze 13 im Einzel, sieben im Sprint, fünf in der Verfolgung und verpasste mit der tschechischen Staffel nur um einen Rang als Viertplatzierte eine Medaille. Es folgten die Juniorenweltmeisterschaften in Kontiolahti, bei der der Tscheche 41. im Einzel, 28. des Sprints, 27. der Verfolgung und Staffelfünfter wurde. Zum letzten Mal nahm Hradecký 2006 in Presque Isle an Juniorenweltmeisterschaften teil. Es sollte seine erfolgreichsten internationalen Meisterschaften bei den Junioren werden. Im Sprint gewann er die Goldmedaille, in der Verfolgung wie auch im Einzel die Bronzemedaillen. Einzig mit der Staffel verpasste er als Achtplatzierter eine Medaille. Weniger erfolgreich verliefen die kurz darauf ausgetragenen Junioren-Europameisterschaften in Langdorf, bei denen der Tscheche auf dem 14. Platz im Sprint lief in der Verfolgung 19. und mit der Staffel Fünfter wurde. Letztes Großereignis bei den Junioren wurden die Sommerbiathlon-Weltmeisterschaften 2006 in Ufa. Hradecký trat sowohl bei den Rennen im Crosslauf wie auch auf Skirollern an. Im Cross belegte er Platz 18 im Sprint, trat aber zum Verfolgungsrennen nicht mehr an. Auf Skirollern verpasste er zweimal knapp im Mixed-Staffelrennen und im Sprint eine Medaille, der er als Drittplatzierter im Verfolgungsrennen gewann.
Seit der Saison 2006/07 startete Hradecký auch im IBU-Cup. Seine ersten Rennen bestritt er zum Auftakt der Saison in Sprintrennen in Obertilliach. Das erste beendete er als 63., bei seinem zweiten Sprint gewann er als 29. erste Punkte. Gegen Ende der Saison debütierte er auch im Biathlon-Weltcup. Dort bestritt er in Pokljuka in einem Sprint sein erstes Rennen und wurde 81. Bestes Ergebnis im Weltcup ist bislang ein 74. Platz, den er 2008 in Chanty-Mansijsk in einem Sprint belegte. Seine besten Resultat im Europacup/IBU-Cup erreichte der Tscheche 2007 mit zwei vierten Plätzen in einem Sprint und einem Verfolgungsrennen in Bansko. In Bansko nahm Hradecký im Rahmen der Biathlon-Europameisterschaften 2007 auch erstmals bei internationalen Meisterschaften bei den Männern im Leistungsbereich. Nach einem 42. Platz im Sprint wurde er 33. im Verfolgungsrennen und mit Tomáš Holubec, Aleš Lejsek und Jaroslav Soukup Sechster im Staffelwettbewerb. 2008 folgte die Teilnahme an den Sommerbiathlon-Weltmeisterschaften in der Haute-Maurienne. Hradecký erreichte in den Wettbewerben auf Skirollern Platz 24 im Sprint und 29 in der Verfolgung. Im Jahr darauf nahm er erneut in Ufa an den Biathlon-Europameisterschaften 2009 teil. In Russland belegte der Tscheche den 23. Platz im Einzel, Rang 39 im Sprint und 29 im Verfolgungsrennen.

## Biathlon-Weltcup-Platzierungen
Die Tabelle zeigt alle Platzierungen (je nach Austragungsjahr einschließlich Olympische Spiele und Weltmeisterschaften).
- 1.–3. Platz: Anzahl der Podiumsplatzierungen
- Top 10: Anzahl der Platzierungen unter den ersten zehn (einschließlich Podium)
- Punkteränge: Anzahl der Platzierungen innerhalb der Punkteränge (einschließlich Podium und Top 10)
- Starts: Anzahl gelaufener Rennen in der jeweiligen Disziplin

| Platzierung                      | Einzel | Sprint | Verfolgung | Massenstart | Staffel | Gesamt |
| -------------------------------- | ------ | ------ | ---------- | ----------- | ------- | ------ |
| 1. Platz                         |        |        |            |             |         |        |
| 2. Platz                         |        |        |            |             |         |        |
| 3. Platz                         |        |        |            |             |         |        |
| Top 10                           |        |        |            |             |         |        |
| Punkteränge                      |        |        |            |             |         |        |
| Starts                           |        | 3      |            |             |         | 3      |
| Stand: nach der Saison 2009/2010 |        |        |            |             |         |        |